# Raoul Bova

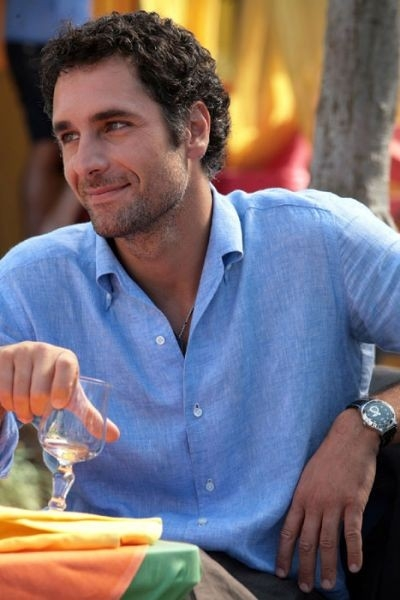
Raoul Bova (2011)

Raoul Bova (* 14. August 1971 in Rom) ist ein italienischer Filmschauspieler und Fotomodell.

## Leben
Bova ist der einzige Sohn von Giuseppe Bova, einem Angestellten bei der Fluglinie Alitalia, und Rosa Bova, einer Hausfrau; auch ist Bova, der nach seinem Urgroßvater Raoul getauft wurde, Bruder von zwei Schwestern, Tiziana und Daniela. Er stammt aus einer kalabrischen Familie.
Als Kind war er beinahe in einem See ertrunken, so dass er begann, sein Trauma zu überwinden, indem er Sport betrieb. Als Jugendlicher war Bova Mitglied des Fußballclubs Lazio Rom und nahm 1987, im Alter von 16 Jahren, auch an der Schwimmmeisterschaft teil, bei der er den Ersten Platz in der Disziplin 100 Meter Rückenschwimmen belegte.
Nach seiner Schulzeit studierte Bova einige Zeit Sportwissenschaften in Rom und absolvierte seinen Militärdienst bei der Infanterietruppe der Bersaglieri. Nach einem gescheiterten Versuch, Carabiniere zu werden, fand Bova in der Schauspielerei seine wahre Leidenschaft und schrieb sich an der Beatrice-Bracco-Schauspielschule in Rom ein.
Seine erste Filmrolle erhielt er 1992 in der Filmkomödie Quando eravamo repressi, zu deren Dreharbeiten er seinen Schauspielkollegen Alessandro Gassmann kennenlernte, mit dem er seit diesem Zeitpunkt gut befreundet ist. Weiters ist Bova ein Freund von Maria Grazia Cucinotta, mit der er 1997 für das Filmdrama Die heiligen vier Könige vor der Kamera stand. 2002 verkörperte Bova in Francesco den heiligen Franz von Assisi und musste für die Rolle 14 Kilogramm an Körpergewicht abspecken.
Parallel zu seiner Arbeit vor der Filmkamera hat sich Bova in Italien auch als Model etabliert, der unter anderem für Giorgio Armanis Brillenkollektion und für die US-amerikanische Modekette Gap Inc. warb. Im Jahr 2000 stand er für einen Kalender des deutschen Magazins Max auch nackt vor der Fotokamera.
Bova ist auch karitativ tätig und steht als Mitglied von Nazionale Italiana attori in Charity-Spielen auf dem Fußballplatz. Zudem engagiert er sich mit Nobelpreisträgerin Rigoberta Menchú Tum für Länder der Dritten Welt, insbesondere Guatemala.
Bova, der in jungen Jahren mit der Schauspielerin Romina Mondello liiert war, war in erster Ehe, von 2000 bis 2013, mit der Tierärztin Chiara Giordano verheiratet. Mit ihr hat er zwei Kinder. Mit seiner Lebensgefährtin, der spanischen Schauspielerin Rocío Muñoz, die er 2012 bei Dreharbeiten kennen lernte, hat Bova zwei gemeinsame Töchter.

## Filmografie (Auswahl)
- 1992: Quando erevamo repressi
- 1993: piccolo grande amore
- 1995: Palermo Milano – Flucht vor der Mafia (Palermo-Milano solo andata)
- 1995: Allein gegen die Mafia 7 (La piovra 7 – Indagine sulla morte del commissario Cattani)
- 1997: Ein mörderisches Paar (Coppia omicidia)
- 1997: Allein gegen die Mafia 8 (La piovra 8 – Lo scandalo)
- 1998: Die heiligen vier Könige (Il Quarto Re)
- 1998: The Last Secret (Rewind)
- 1998: Allein gegen die Mafia 9 (La piovra 9 – Il patto)
- 2001: Die Kreuzritter 4 – Das Gewand Jesu (I cavalieri che fecero l’impresa)
- 2002: Avenging Angelo (Avenging Angelo)
- 2003: Das Fenster gegenüber (La finestra di fronte)
- 2003: Unter der Sonne der Toskana (Under the Tuscan Sun)
- 2004: Alien vs. Predator (Alien vs Predator)
- 2005: Karol – Ein Mann, der Papst wurde (Karol, un uomo diventato Papa)
- 2007: Io, l’altro
- 2007: The Company – Im Auftrag der CIA
- 2008: Scusa ma ti chiamo Amore (Sorry but I love you)
- 2009: Baarìa
- 2010: Scusa ma ti voglio sposare
- 2010: La nostra vita
- 2010: The Tourist
- 2011: Treasure Guards – Das Vermächtnis des Salomon (Treasure Guards) (Fernsehfilm)
- 2015: Traummann im zweiten Anlauf (All Roads Lead to Rome)
- 2018: Die Medici
- 2018: Ultimo 5
- 2022: Don Matteo (6 Folgen)
- 2024: Hauptsache Sexy (Pensati sexy)